# Crystal Renn
Crystal Renn (ur. 18 czerwca 1986 w Miami) – amerykańska modelka.